# 代孔迪省
代孔迪省是阿富汗34個省份之一，位於阿富汗中部，人口約為525,529人，以哈扎拉人為主。
代孔迪省屬於哈扎拉人為主的地區，又稱哈扎拉賈特，省會是尼力。東北面與巴米揚省接壤，東南面與加茲尼省接壤，南面與烏魯茲甘省接壤，西南面與赫爾曼德省接壤，西北面與古爾省接壤。

## 建立
代孔迪省於2004年3月28日成立，由相鄰哈扎拉人主導的烏魯茲甘省北面縣份分離出來。